# Zeldzame ziekte
Een zeldzame ziekte is een levensbedreigende of chronisch invaliderende ziekte met een geringe prevalentie. De meeste van de zeldzame ziekten zijn van genetische oorsprong.

## Definitie
Er is geen eenduidige definitie van een zeldzame ziekte. In de Europese commissie is gedefinieerd dat een ziekte zeldzaam wordt genoemd wanneer de ziekte een levensbedreigende of chronisch invaliderende ziekte is waarvan niet meer dan 5 op de 10.000 inwoners in de Europese Unie deze aandoening hebben.
De schatting van het aantal verschillende zeldzame aandoeningen ligt tussen de 5.000-8.000, verondersteld wordt dat 80 % van de zeldzame aandoeningen erfelijk is. Naar schatting Orphanet is 6-8 % van de bevolking betrokken.

## Problemen bij zeldzame ziektes
Het stellen van de diagnose kan lang duren, omdat symptomen niet herkend worden of er geen geschikte testen ontwikkeld zijn. 
De oorzaak van vele zeldzame ziekten is nog niet bekend; meer onderzoek is hiervoor nodig; maar er zijn vaak weinig patiënten om medisch toegepaste onderzoek uit te voeren. Daardoor zijn er aangepaste procedures voor het toelaten van weesgeneesmiddelen. Bovendien is het commercieel weinig interessant, omdat er een kleine afzetmarkt is voor het ontwikkelde geneesmiddel.

## Voorbeelden van zeldzame ziekten
Er is een aantal bekendere zeldzame aandoeningen, zoals;
- Polychondritis recidivans met zo'n 55 patiënten in Nederland. De epidemiologie is 3,5 persoon per 1 miljoen mensen.[3]
- Borstkanker bij mannen met zo'n 100 à 110 patiënten in België en ongeveer 130 in Nederland.
- Taaislijmziekte met zo'n 1300 patiënten in Nederland en 1200 in België.[4]
- Hemofilie met zo'n 1600 patiënten in Nederland, vooral mannen, en 700 patiënten in België.[5]